# Dick de Reus
Hendrikus (Dick) de Reus (Amsterdam, 19 mei 1923 – omgeving Het Gooi, 3 juni 2007) was een Nederlands violist. Hij was een generatiegenoot van Herman Krebbers.
Hij kreeg zijn opleiding van Richard Hartzer en kreeg in 1936 een rijksstudiebeurs om aan het Conservatorium van Amsterdam te gaan studeren en wel bij Herman Leijdensdorff en Hendrik Rijnberg. Hij deed er eindexamen (cum laude) en kreeg in 1942 de Prijs van Uitnemendheid. In de examencommissie zat onder andere Bram Eldering, De Reus debuteerde zelf als violist bij de Haarlemsche Orkest Vereeniging onder Marinus Adam. Al tijdens zijn opleiding (februari 1942) was hij violist (achtste positie) bij het Concertgebouworkest. In de periode 1943-1965 zou hij er vijf keer als solist optreden. In 1946 behaalde hij nog de eerste prijs bij een violistenconcours in Genève. In 1952 werd hij concertmeester bij het Omroep Kamerorkest. Hij schoof in 1956 in die functie door naar het Stedelijk Orkest Utrecht. Zes jaar later had hij dezelfde functie bij het Rotterdams Philharmonisch Orkest; hij was opvolger van Willem Noske. Dat duurde, inclusief het docentschap aan het Rotterdams Conservatorium, maar kort. Hij kon met vrouw en drie kinderen komende uit Hilversum niet wennen in de stad en kreeg er weinig artistieke voldoening. In augustus 1963 bekleedde hij die functie bij het Radio Philharmonisch Orkest; een functie die hij tot 1983 zou vervullen.
Michiel Vanhoecke had les van hem, maar werd uiteindelijk pianist, organist en beiaardier.
De Reus trad op in binnen- en buitenland, niet alleen bij orkesten maar ook binnen de kamermuziek met musici als Jan de Man, Gerard Hengeveld en Samuel Brill. Hij werd tevens docent viool aan het Stedelijke Muziekschool Arnhem.
Hij was zoon van brievenbesteller Henderikus de Reus en Fokeltje Verwer, een echtpaar uit de kop van Noord-Holland. Hij huwde zelf in 1951 Tanneke Geurts (Hilligersberg 15 juli 1926 – Laren, 8 oktober 2015), violiste bij de Haarlemse Orkest Vereniging en opvolger Noordhollands Philharmonisch Orkest. Zij werden begraven op het Sint Janskerkhof te Laren (Noord-Holland), alwaar een grafsteen met viool hun graf siert.